# Mukopolisacharydoza
Mukopolisacharydoza (MPS) – bardzo rzadko występująca choroba przemiany materii, dziedziczna i trudna do zdiagnozowania. Występuje raz na 100 tysięcy urodzeń. Jej przyczyną jest wada metabolizmu, polegająca na gromadzeniu się w organizmie mukopolisacharydów, które uszkadzają komórki i narządy ciała. W efekcie prowadzi to do wyniszczenia niemal całego organizmu dziecka.

## Mechanizm działania
Mukopolisacharydy będące częścią składową tkanki łącznej składają się z łańcuchów cząsteczek cukrów i podlegają rozkładowi w lizosomach dzięki działaniu zestawu właściwych enzymów. Brak lub wada jednego z takich enzymów powoduje zachwianie procesu rozpadu, odkładanie się jego produktów w lizosomach i uszkodzenie pozostałych części składowych komórki przez ich rozszerzanie się.
W wyniku badań ustalono iż przyczyną produkcji niewłaściwych enzymów jest defekt materiału genetycznego. Ustalono również, iż choroba może występować pod wieloma postaciami (w Polsce zdiagnozowano typy I, II, III, IV, VI i VII) wywołanymi poprzez różnorodne braki enzymów.

## Objawy
Wczesnym objawem choroby jest przepuklina pępkowa i pachwinowa, polipy błony śluzowej, problemy ze słuchem. W późniejszym życiu problemem jest nadmierna ruchliwość dzieci, usztywnienie stawów, biegunki, zmętnienie rogówki. Występują również przypadki drgawek z odpowiednimi zmianami w wykresie fal mózgowych (EEG). Później występuje twarz groteskowa (maszkarowata).

## Klasyfikacja
| Typ   | Nazwa tradycyjna                | Enzym                                        | Glikozaminoglikan                                            |
| ----- | ------------------------------- | -------------------------------------------- | ------------------------------------------------------------ |
| I H   | zespół Hurler                   | α-L–iduronidaza                              | siarczan heparanu siarczan dermatanu                         |
| I S   | zespół Scheiego                 | α-L–iduronidaza                              | siarczan heparanu siarczan dermatanu                         |
| I H–S | zespół Hurler–Scheiego          | α-L–iduronidaza                              | siarczan heparanu siarczan dermatanu                         |
| II A  | zespół Huntera (postać ciężka)  | sulfaza iduraniowa                           | siarczan heparanu siarczan dermatanu                         |
| II B  | zespół Huntera (postać łagodna) | sulfaza iduraniowa                           | siarczan heparanu siarczan dermatanu                         |
| III A | zespół Sanfilippo typ A         | sulfamidaza heparanu                         | siarczan heparanu                                            |
| III B | zespół Sanfilippo typ B         | N–acetylo–α–D–glukozaminidaza                | siarczan heparanu                                            |
| III C | zespół Sanfilippo typ C         | acetylotransferaza acetylo–CoA:α–glukozaminy | siarczan heparanu                                            |
| III D | zespół Sanfilippo typ D         | sulfataza N–acetyloglukozaminy               | siarczan heparanu                                            |
| IV A  | zespół Morquio typ A            | sulfataza 6–galaktozowa                      | siarczan keratanu chondroityno–6–siarczan                    |
| IV B  | zespół Morquio typ B            | β–galaktozydaza                              | siarczan keratanu                                            |
| VI    | zespół Maroteaux-Lamy’ego       | N-acetylogalaktozamino-4-sulfataza           | siarczan dermatanu                                           |
| VII   | zespół Sly’a                    | β–glukuronidaza                              | siarczan heparanu siarczan dermatanu chondroityno–6–siarczan |
| IX    | zespół Natowicza                | hialuronidaza                                | kwas hialuronowy                                             |
| X     |                                 | Arylosulfataza K                             |                                                              |

## Diagnozowanie
Najprostszą metodą diagnostyczną jest ilościowe określenie mukopolisacharydów w moczu, które w przypadku mukopolisacharydoz są wydalone w zwiększonych ilościach. Niektóre enzymy dają się zmierzyć również w serum, względnie w preparatach leukocytowych. 
Zdiagnozowanie choroby możliwe jest już w okresie prenatalnym.

## Leczenie
Nie jest możliwe leczenie przyczynowe, ponieważ nie są obecnie znane metody naprawy uszkodzonego materiału genetycznego (prowadzone są nieustanne prace w tym kierunku).
Złagodzenie objawów choroby, ale nie pełne wyleczenie, można ewentualnie osiągnąć poprzez przeszczep szpiku kostnego, który stanowi zabieg bardzo dużego ryzyka. W przypadku mukopolisacharydozy typ III i IV zabieg ten jest w każdym przypadku bezskuteczny. 
Leczenie dzieci chorych na mukopolisacharydozy polega głównie na łagodzeniu, bądź zapobieganiu towarzyszącym im problemom zdrowotnym, będącym najbardziej widocznymi objawami choroby.
Do roku 2007 zespół pod kierownictwem profesora Grzegorza Węgrzyna opracował metodę leczenia mukopolisacharydozy typu III (choroba Sanfilippo) pozwalającą zatrzymać postęp choroby.

## Klasyfikacja ICD10
| kod ICD10     | nazwa choroby                                           |
| ------------- | ------------------------------------------------------- |
| ICD-10: E76   | Zaburzenia przemiany glikozoaminoglikanów               |
| ICD-10: E76.0 | Mukopolisacharydoza, typ I                              |
| ICD-10: E76.1 | Mukopolisacharydoza, typ II                             |
| ICD-10: E76.2 | Inne mukopolisacharydozy                                |
| ICD-10: E76.3 | Mukopolisacharozy, nieokreślone                         |
| ICD-10: E76.8 | Inne zaburzenia przemiany glikozoaminoglikanów          |
| ICD-10: E76.9 | Zaburzenia przemiany glikozoaminoglikanów, nieokreślone |